# Miku Kojima
Miku Kojima (13 de mayo de 2000) es una deportista de Japón que compite en natación. Ganó cuatro medallas en el Campeonato Mundial Junior de Natación de 2017, oro en 200 m estilos y 400 m estilos y bronce en 4 × 100 m libre y 4 × 100 m estilos.